# Mondscheintarif
Der Mondscheintarif war eine ermäßigte Gebühr für das Telefonieren zwischen 22 und 6 Uhr. Er wurde 1974 vom Bundespostministerium eingeführt und 1980 wieder abgeschafft. Er verursachte zeitweilig Kapazitätsengpässe. Damit verbunden ist die Erinnerung der Zeitzeugen an abendliches Schlangestehen vor den Telefonzellen. Wegen des Andrangs waren zudem ganze Ortsnetze über längere Zeit nicht zu erreichen. „Sprachlos beim Mondschein“, kommentierte die Frankfurter Rundschau 1979.
Die amtliche Bezeichnung lautete „Nachtgebühr I“ bzw. „Nachtgebühr II“. Betriebswirtschaftlich handelt es sich um ein die Benutzungszeit beeinflussendes Lenkungsmodell. Die Tarifbezeichnung für Telefonate wurde später wieder aufgegriffen und galt zeitweilig ab 18 Uhr. Unter anderem für die Bezeichnungen Sunshine- und Moonshine-Tarif erhielt Ron Sommer, Vorstandsvorsitzender der Deutschen Telekom, 1998 die Auszeichnung Sprachpanscher des Jahres. Im übertragenen Sinn werden andere abendliche oder nächtliche Preisnachlässe ebenfalls zum Mondscheintarif gewährt.

## Rezeption
Der Begriff war poetisch konnotiert und gehört zu den wenigen behördlich verwendeten Bezeichnungen, die sofort in die Umgangssprache übernommen wurden. Er stammte von der Hamburger Werbeagentur Lintas, die auch den Slogan Ruf doch mal an entwickelte, und ist seit 1980 in den Rechtschreib-Duden aufgenommen. Ildikó von Kürthys Roman Mondscheintarif, in dem die Protagonistin auf den Anruf ihres Geliebten wartet, erschien 1999, bei der Verfilmung von 2001 führte Ralf Huettner Regie.